# Suma de Gauss
En matemáticas, una suma de Gauss o suma gaussiana es un tipo particular de suma finita de raíces de la unidad, usualmente
{\displaystyle G(\chi ):=G(\chi ,\psi )=\sum \chi (r)\cdot \psi (r)}
donde la suma es sobre los elementos r de algún anillo conmutativo finito R, ψ(r) es un homomorfismo de grupos del grupo aditivo R+ sobre el círculo unitario, y χ(r) es un homomorfismo de grupo del grupo unitario R× dentro del círculo, extendido a r no unitario, donde éste toma el valor de 0. Las sumas gaussianas son los análogos para cuerpos finitos de la función gamma. 
Tales sumas están muy presentes en teoría de números. Estas se utilizan, por ejemplo, en las ecuaciones funcionales de las funciones L de Dirichlet, donde para un carácter de Dirichlet χ la ecuación que relaciona L(s, χ) y L(1 − s, χ*) implica al factor 
{\displaystyle {\frac {G(\chi )}{|G(\chi )|}},}
donde χ* es el complejo conjugado de χ. 

## Historia
El caso original que fue estudiado por Carl Friedrich Gauss fue el de las suma cuadrática gaussiana, siendo R el cuerpo de los residuos módulo un número primo p, y χ el símbolo de Legendre. En este caso Gauss demostró que G(χ) = p1/2 o ip1/2 respectivamente si p es congruente con 1 o 3 módulo 4. 
Una forma alternativa para esta suma gaussiana es:
{\displaystyle \sum e^{\frac {2\pi ir^{2}}{p}}}
Las sumas cuadráticas gaussianas están íntimamente relacionadas con la teoría de las funciones theta.
La teoría general de las sumas gaussianas fue desarrollada a principios del siglo XIX, con el uso de sumas de Jacobi y su descomposición en factores primos sobre cuerpos ciclotómicos. Las sumas de conjuntos donde χ toma un valor particular, donde el anillo subyacente es el anillo de residuos módulo un número entero N, son descritas por la teoría de periodos gaussianos.
El valor absoluto de las sumas gaussianas es usualmente determinado como una aplicación del teorema de Plancherel sobre cuerpos finitos. En el caso donde R es un cuerpo de p elementos y χ es no trivial, el valor absoluto es p1/2. La determinación del valor exacto de las sumas de Gauss generalizadas, del cual se obtiene el resultado de Gauss para el caso cuadrático, es un problema de larga discusión. Para algunos casos se puede utilizar sumas de Kummer.